# Mobilité spatiale
Pour les articles homonymes, voir Mobilité.

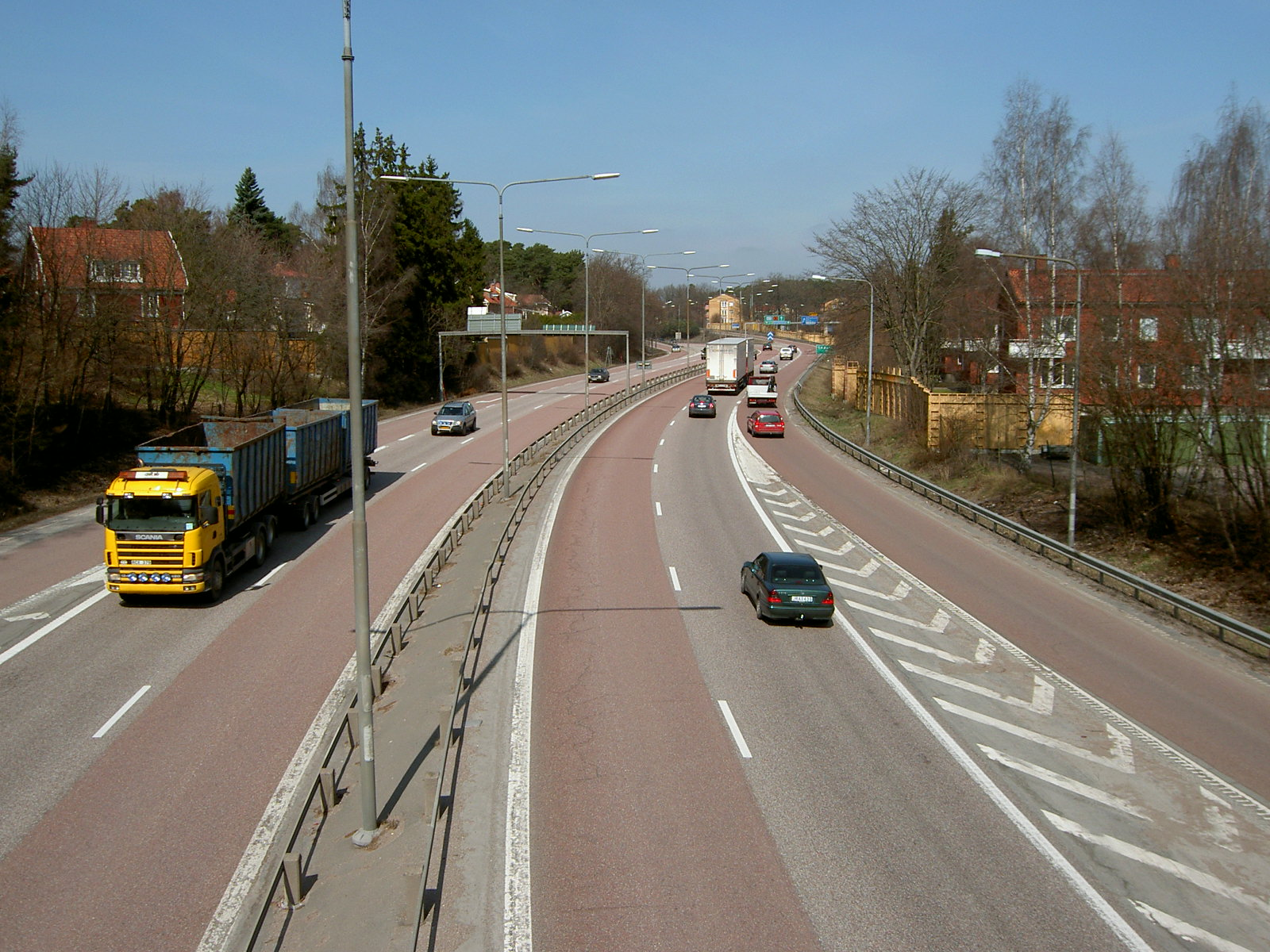
L'autoroute E18 à Västerås en Suède.

La mobilité est la capacité ou propriété pour des personnes ou des objets à se déplacer dans un espace, ou le « caractère de ce qui est susceptible de mouvement, de ce qui peut se mouvoir ou être mû, changer de place, de fonction ».
Cet espace peut être physique : par la circulation de biens (on parle alors de fret ou de transport de marchandises) et de personnes. Ces trois mobilités (mobilité physique des hommes et des biens, mobilités virtuelles) font des systèmes et se recomposent dans des formes variées. L’intensité et la portée de ces mobilités dépendent de la capacité de systèmes techniques à les satisfaire. Cet espace peut être social : on parle de mobilité sociale lorsque le statut social ou professionnel d’une personne change, ou qu’il est différent de celui de ses parents. Et depuis l'avènement de l'informatique, cet espace peut aussi être numérique : les informations circulent dans des réseaux par le biais de terminaux fixes ou portables. On peut parler de mobilité « virtuelle ».
Depuis le grand mouvement d'urbanisation au XIXe siècle sous l'influence de la Révolution industrielle, renforcé après la Seconde Guerre mondiale avec le développement des transports routier, aérien et ferroviaire, le besoin de mobilité est devenu primordial à la suite de l'allongement des distances à parcourir, compte tenu de l'augmentation de la vitesse et de la déconnexion des lieux de travail, de consommation et d'habitation.
On distingue parfois la mobilité voulue et nécessaire de formes de mobilités contraintes ou encouragées par la publicité ou les modes que le philosophe Pierre-André Taguieff classe dans un comportement émergent au XXe siècle qu'il nomme le « Bougisme ».

## Évolution des mobilités

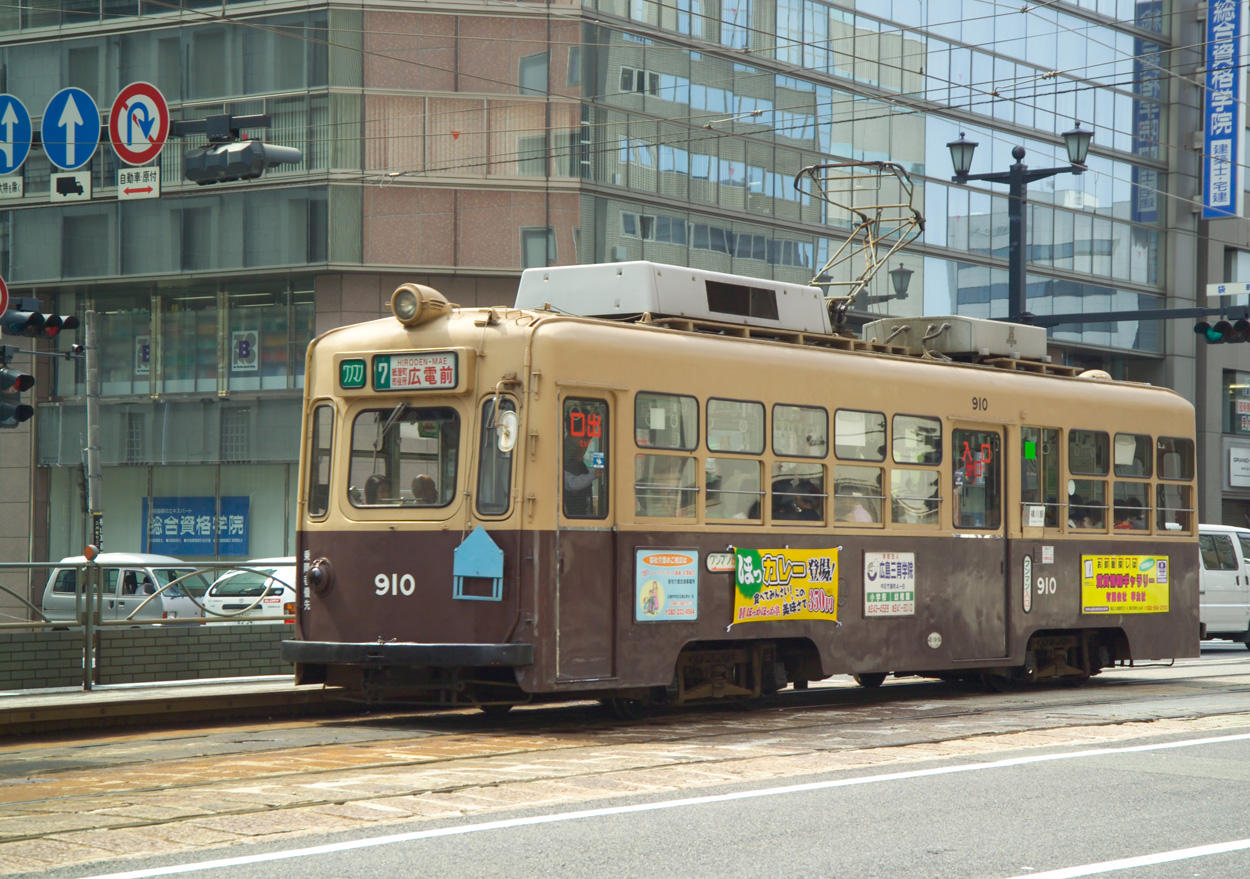
Un tramway au Japon.

### Depuis l'Antiquité
Hormis de rares exceptions, comme l'interdiction des navires de plus de deux mats en Chine à la fin du XVe siècle sous la Dynastie Ming, après les expéditions de Zheng He, ou la fin des vols commerciaux supersoniques en 2003, les systèmes de transport ont globalement connu des progrès tout au long de l'Histoire, notamment sur mer, mais ils ont été spectaculaires depuis deux siècles. Ainsi, si, selon Paul Valéry, les armées de Napoléon se déplaçaient à la même vitesse que celles de Jules César, chacun aujourd'hui peut se déplacer de dix à cent fois plus rapidement que Napoléon, et se tenir au courant instantanément d'un événement se déroulant aux antipodes.
Le grand mouvement d'urbanisation au XIXe siècle sous l'influence de la Révolution industrielle est à l'origine des vagues d'innovation technique qui se succèdent rapidement au cours de ce siècle et dans la première moitié du siècle suivant. L'accroissement fulgurant de la circulation des biens et de la mobilité des personnes après la Seconde Guerre mondiale est favorisée par le développement des transports routier, aérien et ferroviaire. La supériorité des énergies de stocks (charbon et pétrole), et des vecteurs énergétiques qui en sont issus (électricité) en matière de puissance et de régularité sur les énergies animales et les énergies de flux (vent) sont mises au service du mouvement : le couple charbon-rail donne le chemin de fer, le couple pétrole-voiture donne les véhicules automobile, moto, voiture, autobus, et camion. La troisième dimension est conquise en souterrain par le métro (qui peut, à partir des années 1970, devenir automatique grâce aux progrès des télécommunications) et en aérien par l'avion. La dernière innovation technique radicale en matière de transport civil se produit à la fin des années 1950 avec le remplacement de l'hélice par le réacteur, qui ouvre la voie des gros porteurs et du transport à longue distance sans escale.
Aux échelles plus locales, on parle aussi de « micro-mobilité » avec par exemple le patin à roulettes et la trottinette

### Le développement de la logistique
Depuis le début des années 1960, le progrès technique incrémental continue, mais les progrès les plus importants sont organisationnels, comme la conteneurisation ou la spécialisation des opérateurs par marchés (opérateurs mondiaux de courrier, compagnies aériennes à bas coût ne faisant que du transport point à point, etc.). La mobilisation des technologies de l’information au service des transports est intense pour la sécurisation des opérations (positionnement dynamique, information trafic en temps réel) et des transactions (télépaiement), l’optimisation des recettes (yield management) et des opérations (logistique, réseaux hub and spoke, etc.).

### L'essor de l'information
La deuxième moitié du vingtième siècle est au contraire celle de progrès spectaculaires dans les technologies de l’information et des télécommunications : la croissance exponentielle des capacités de traitement et de circulation de l’information et l’amélioration spectaculaire de l’ergonomie des terminaux et protocoles d’échanges permettent non seulement l’accès du plus grand nombre à la société de l’information, mais aussi leur présence en tant qu’acteur du système (passage d’un mode hiérarchique à un mode distribué). Les terminaux nomades permettent en outre cet accès en toutes circonstances.
Les progrès dans les capacités de communication physique et virtuelle entre deux personnes situées en deux points quelconques du globe sont tels que des questions comme la globalisation et la métropolisation se posent aujourd’hui en des termes totalement renouvelés. On peut définir très globalement l’étude de la mobilité comme celle de l’usage que des acteurs sociaux (personnes, firmes, institutions) font des capacités offertes par ces systèmes au service de leurs propres objectifs et celle des conséquences de ces usages sur les sociétés humaines et leur écosystème. Cette définition est très globale, tout travail scientifique suppose en préalable un travail de spécification et de qualification auquel la mobilité n’échappe pas.

## Typologie

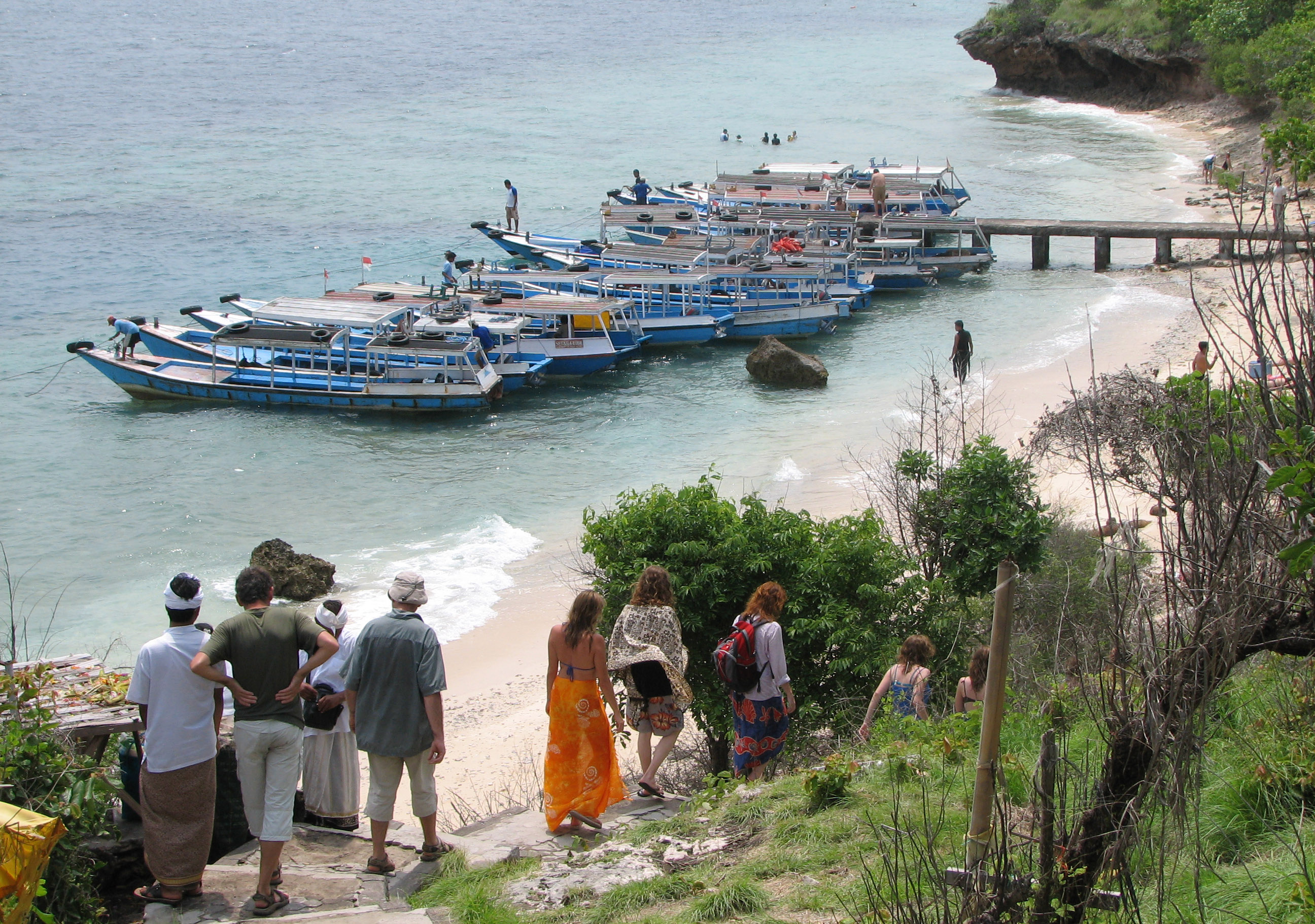
Île de Menjangan, au nord de Bali ; un exemple de mobilité touristique.

Les mobilités sont multiples, aussi font-elles l'objet d'une typologie :

### En fonction des âges de la vie
Les mobilités des enfants sont quotidiennes et locales (école proche), celle des étudiants sont plus régionales (mobilité pendulaire liée au trajet domicile-lieu d'études, mobilité hebdomadaire liée au retour chez les parents). Les jeunes actifs sans enfant privilégient des mobilités courtes, en centre-ville. Le processus de périurbanisation de la résidence est souvent le fait de couples avec enfants en bas âge, accédant à la propriété, qui voient leurs mobilités pendulaires augmenter. Les retraités, sensibles à l'héliotropisme, au balnéotropisme ou au retour au pays dans tous les pays développés, privilégient ainsi la mobilité résidentielle en fonction de l’attractivité migratoire des régions et choisissent de s'installer en centre-ville, qui facilite l'accès aux services médicaux et aux petits commerces.

### En fonction des temporalités
Les mobilités peuvent être quotidiennes (mobilité scolaire, étudiante, professionnelle). Ce sont les déplacements les plus nombreux, avec notamment la mobilité pendulaire appelée aussi navettage, mais aussi la mobilité multipolaire voire apolaire. On parle en France de mobilité locale lorsqu’on s’intéresse aux déplacements effectués à moins de 100 km du domicile (50 km en Allemagne, 121 km (75 miles) aux États-Unis), de mobilité urbaine quand on s’intéresse aux déplacements des citadins dans leur ville ou aire urbaine[réf. souhaitée].
Les mobilités hebdomadaires ou régulières correspondent plus à des déplacements commerciaux (voyage d'affaire) ou de loisirs.
Les migrations saisonnières concernent certaines mobilités professionnelles, les vacances, ou le tourisme.
En France, le ministère du tourisme définit comme touristiques les déplacements donnant lieu à au moins une nuit hors du domicile. Pour les transporteurs, un déplacement « à longue distance » est un déplacement de plus de 160 km[réf. souhaitée]. On parle aussi des grandes migrations de vacances, lorsque juilletistes et aoûtiens quittaient en masse le Nord ou le centre de la France pour rejoindre le Sud ou les côtes, et des migrations des campagnes vers les villes lorsque la France était dans sa phase d’urbanisation. Dans tous ces domaines, on parle plus volontiers aujourd’hui de mobilité parce que ces mouvements sont plus diversifiés, moins réguliers, laissent plus de place à des modalités d’organisation plus personnalisées et, au moins dans certains cas, à des projets personnels. Pour l’organisation mondiale du tourisme, il y a excursion internationale lorsqu’on franchit une frontière pour un autre motif que le travail habituel comme le font les travailleurs transfrontaliers, et tourisme international lorsqu’on franchit une frontière et qu’on passe au moins une nuit dans le pays d’accueil.
Enfin, les mobilités peuvent être de fréquence plus espacée et avoir un caractère définitif ou à tout le moins durable dans le temps : l’émigration ou l'expatriation (mobilité internationale), les changements de résidence (mobilité résidentielle) se traduisent par un déménagement, qui implique un changement de rapport au territoire quotidien, au moins lorsqu’il y a changement de commune. Ils peuvent être inscrits en permanence dans un mode de vie où l’existence se gagne par les compétences de mobilité (diasporas, communautés transfrontalières, entrepreneurs transnationaux, nomades). Ils peuvent avoir un caractère provisoire, tout en étant de grande distance.

## Étude de la mobilité
L’étude systématique des comportements de mobilité dans les cadres quotidiens a commencé dans la deuxième moitié du vingtième siècle. À cette époque, il a fallu concevoir et dimensionner de grands réseaux d’infrastructures (ferrés et routiers) pour faire face à l’afflux anticipé de population dans les grandes villes et à l’équipement automobiles croissant des ménages. Des modèles de projection à long terme de la demande de déplacements (modèles anticipations) ont été conçus aux États-Unis pour répondre à ce besoin. Des enquêtes de mobilité ont été conduites pour les alimenter, et le développement progressif de la puissance des ordinateurs a permis de les utiliser de façon courante dans la plupart des pays.
De nombreuses autres catégories de modèles (modèles désagrégés, modèles d’analyses par les activités, modèle des deux budgets) ont été développées pour répondre à d’autres besoins, et d’importants progrès continuent de se réaliser dans certaines phases des modèles gravitaires, comme les phases d’affectation. Tous ces développements ont conduit au développement d’une ingénierie de la mesure des déplacements et des circulations des hommes et des véhicules impliquant des définitions précises relatives aux distances, durées de parcours, mode principal, type de liaison, vitesse, etc.
Les études de mobilité sont aujourd’hui motivées par bien d’autres raisons que les prévisions. Nous vivons en effet dans des sociétés où la division du travail s’amplifie et où nous sommes de plus en plus interdépendants les uns des autres. Les pratiques de mobilité sont des révélateurs et des analyseurs de cette situation. On distingue plusieurs types d’approches, les plus nombreuses concernant l’analyse des pratiques de mobilité, que ce soit dans l’espace habituel ou pour des déplacements plus lointains motivés par les affaires ou le tourisme. Les questions qu’on se pose peuvent rester internes au champ des déplacements :
- quels sont les critères du mode de transport ?
- quelles sont les métriques propres à chaque mode ?
- quels espoirs peut-on fonder sur l’intermodalité, c’est-à-dire l’usage successif de plusieurs moyens de transport au cours d’un même déplacement (par exemple voiture + RER), et quelles dispositions peut-on prendre pour favoriser ces usages ? Dans quels contextes les individus sont-ils pour l’essentiel unimodaux (ils n’utilisent régulièrement qu’un seul mode de transport) et quels sont les contextes favorables à la multimodalité (les individus utilisent régulièrement plusieurs modes de transport différents selon les destinations, les moments de la journée ou de la semaine, les motifs, etc.) ?

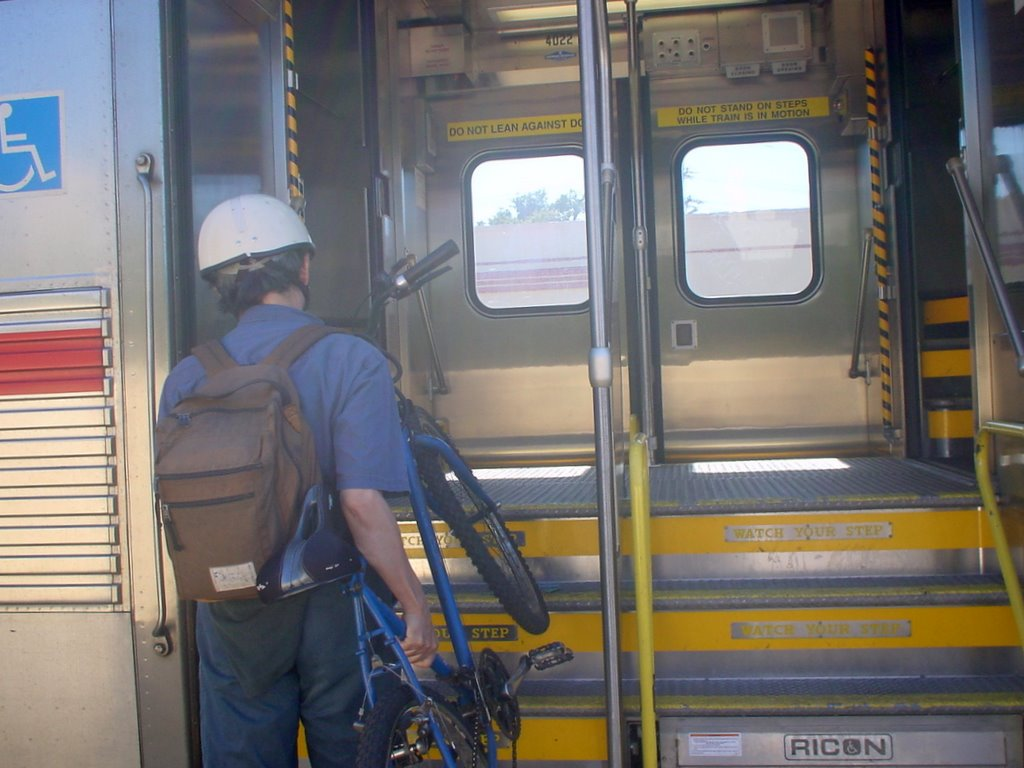
L'intermodalité est aussi individuelle.

- à quels changements de comportement doit-on s’attendre lorsqu’une offre nouvelle est mise en service, lorsqu’on améliore (ou dégrade) la performance d’une offre existante ?

Elles contribuent alors à l’évaluation socio-économique des politiques publiques. Elles peuvent intégrer des dimensions culturelles, géographiques (se déplace-t-on de la même façon en ville et en périphérie ?), démographiques, économiques et sociales (quelles différences dans les pratiques selon l’âge, le genre, les positions sociales, etc. ?). Ces analyses contribuent à la compréhension du marché du travail sur un territoire donné : qui utilise quoi, pour aller où et quand, et pour quelle raison ?
Elles contribuent ainsi à la compréhension des rapports sociaux et des modes de vie. Parce que beaucoup de déplacements se font sur l’espace public, les qualités que l’on attend de cet espace conditionnent le sens des changements que l’on souhaite opérer. Des concepts comme la consommation d’espace, la partage de la voirie, les effets de coupure sont mobilisés pour définir les conditions de la cohabitation de différents usagers sur cet espace. Des documents, comme le code de la rue, peuvent formaliser ces conditions.
L’analyse de l’évolution des pratiques peut être conduite sur des horizons de court terme, par exemple en lien avec la mise en service d’un nouveau système de transport, ou sur des horizons plus longs, pour appréhender les déterminants des évolutions de la mobilité. Ces déterminants sont démographiques (renouvellement des générations, vieillissement de la population), sociologiques (évolution des représentations des modes ou de la “valeur” mobilité, accès au permis de conduire de telle ou telle catégorie), économiques (évolutions des revenus et de leur distribution) ou relèvent directement de l’évolution des qualités et performances des systèmes de transport.

### Éléments socio-économiques

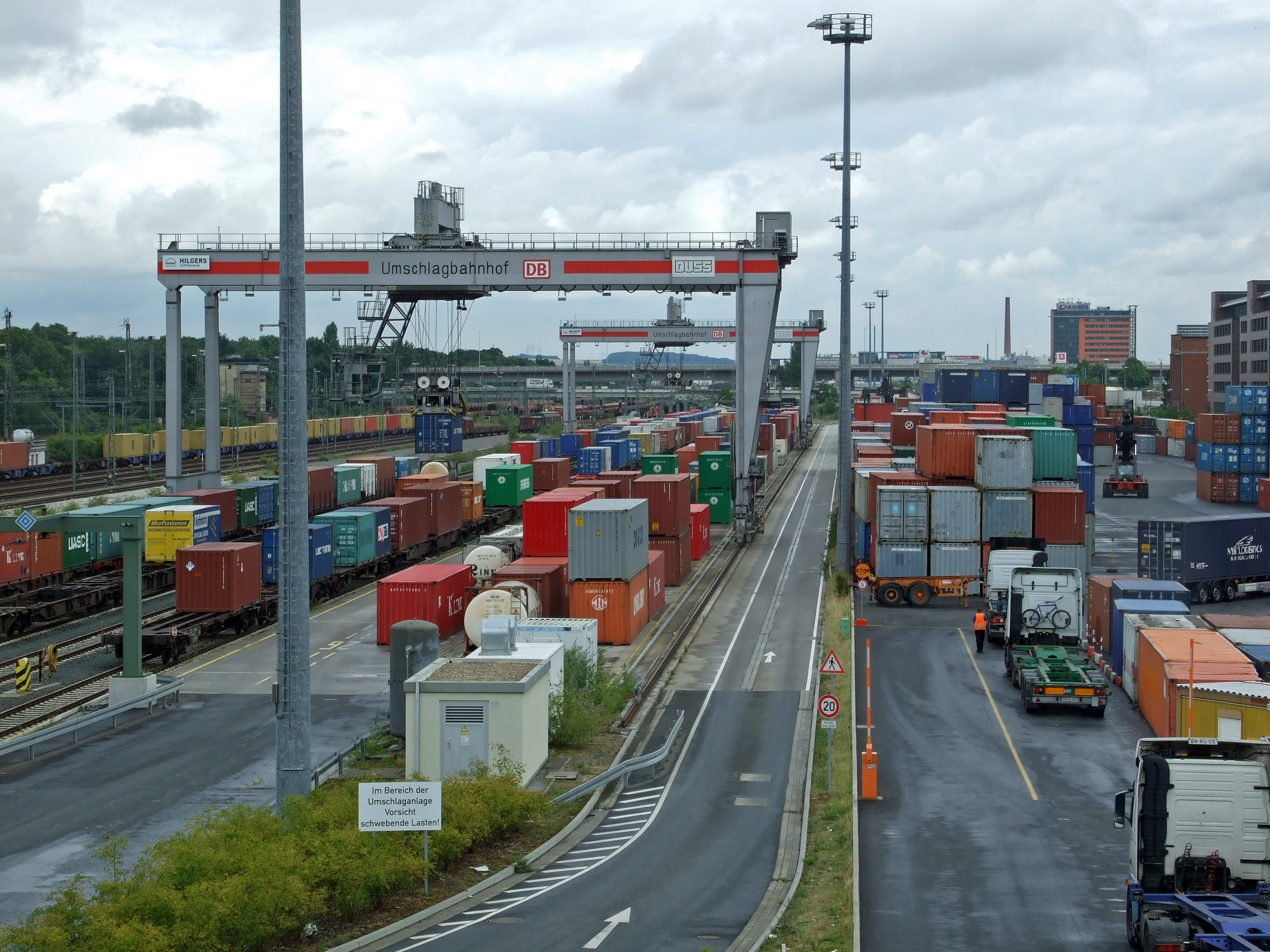
L'intermodalité entre rail et route à Francfort.

L’étude des conditions générales de la mobilité porte sur les capacités de circulation et de stationnement, la vitesse praticable, la consistance des services, les perceptions du confort et de la sécurité, le coût du transport et le plan de déplacements urbains pour l’ensemble de la population.
Les capacités de chacun à tirer parti de cette offre de transport sont toutefois très inégales. Compte tenu de la place de la mobilité dans la société, la question des inégalités de mobilité est très importante. On peut rendre compte de ces inégalités à différents niveaux : celui des pratiques (ce que les gens font), celui des capacités (ce qu’ils peuvent faire), celui des obligations (ce qu’ils doivent faire).
Ainsi, une insuffisance de ressources économiques et culturelles limite les pratiques de tourisme. Au quotidien, il faut disposer de compétences de mobilité croissantes parce que les lieux d’emploi et d’activités sont distribués sur des territoires plus vastes, parce que des activités se font à des horaires où les services de transport public ne fonctionnent pas, etc. Des handicaps physiques (on parle de l'accessibilité aux personnes handicapées), psychologiques et cognitifs, sociaux ou économiques peuvent limiter les capacités à tirer parti des ressources des territoires et à satisfaire à des obligations (telles que la recherche d'emploi).
C’est pour ces raisons que des réflexions sur le droit au transport se développent aujourd’hui dans le fil de la lutte contre l’exclusion. À l’inverse, on parle d’« élites circulantes » pour désigner des personnes à l’aise dans toutes les situations et dans toutes les parties du monde[réf. nécessaire].

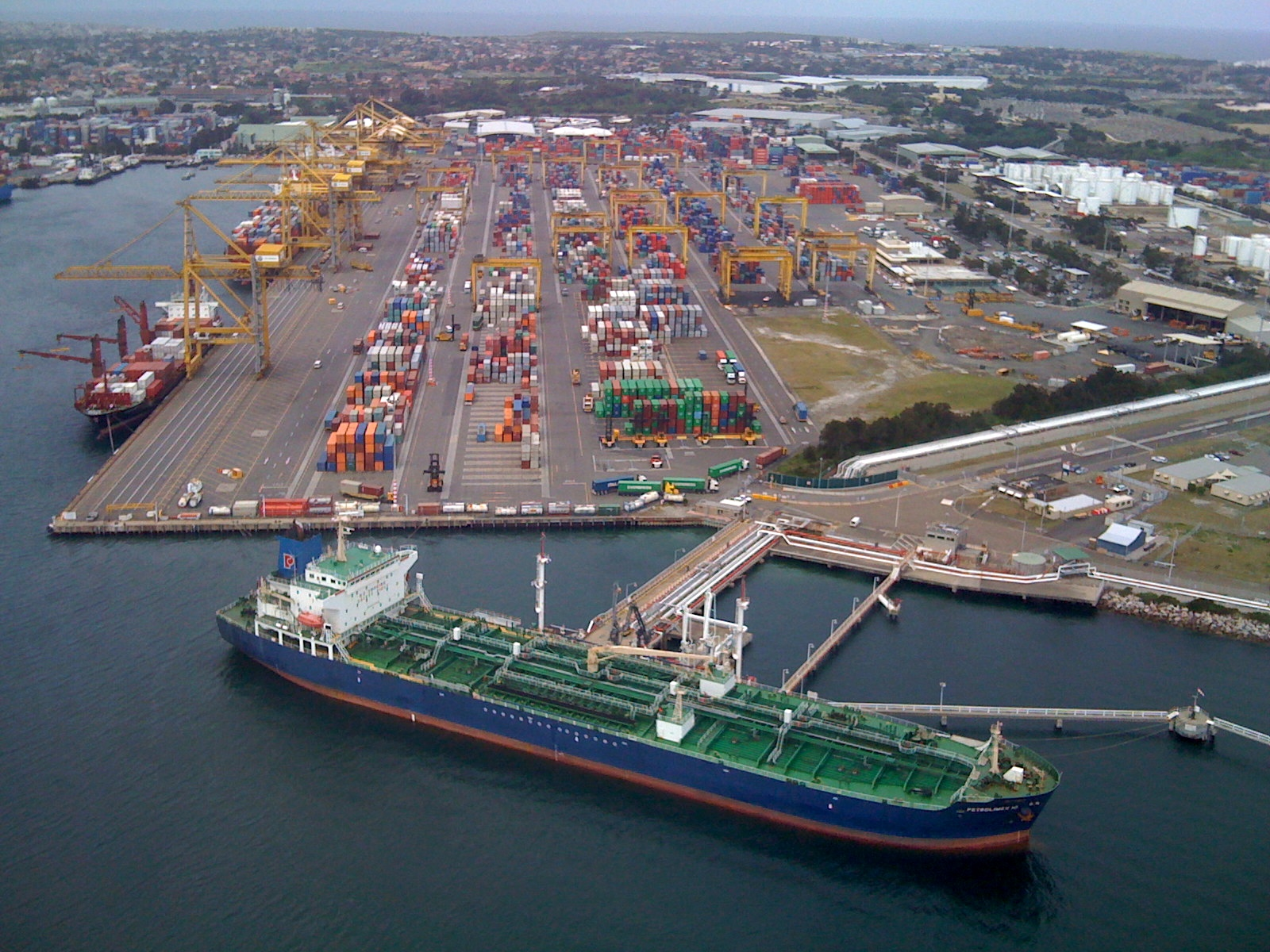
Le port de Sydney.

Lorsque les conditions générales de la mobilité s’améliorent, les personnes, les entreprises, les administrations peuvent reformuler leurs arbitrages spatiaux : des déplacements plus rapides permettront d’occuper un logement plus grand ou plus agréable, au prix d’un éloignement croissant des lieux d’activité, ou d’effectuer des activités sur des lieux plus éloignés de son domicile. Certains commerces ou services peuvent réduire le maillage territorial de leur offre pour proposer en un même lieu une gamme plus étendue de produits (les multiplexes) ou des produits moins chers (les hypermarchés).
Les employeurs voient leurs bassins de recrutement potentiel étendus. De nombreux travaux d’économie géographique portent sur les liens entre conditions de la mobilité et évolution de l’attractivité des territoires (peuplement, activité) à différentes échelles (urbaine avec l’étalement urbain, nationale avec les liens entre tourisme et développement de territoires non métropolitains, internationale avec le rôle des infrastructures pour l’attraction des investissements étrangers). Une branche de l’économie s’attache à mesurer les liens entre dotations en infrastructures et création de richesse. La notion d’accessibilité des lieux constitue alors un concept clé pour la compréhension de ces liens.
Une branche de l’économie publique s’intéresse quant à elle à l’étude de la rentabilité socio-économique des infrastructures de transports, qui est différente de leur seule rentabilité financière pour l’opérateur, notamment du fait des gains de temps et des effets induits liés à l’usage de la nouvelle infrastructure ou du nouveau service. C’est le cas notamment lorsqu’on soulage une partie ancienne du réseau de la congestion qu’elle subissait, lorsqu’on désenclave un territoire (quartiers déshérités en ville, petites villes et milieu rural à l’écart des processus de métropolisation), lorsqu’une ressource concentrée trouve son marché (les stations de sport d’hiver…).
Ce lien entre réseau et territoire peut aussi être exploré à une échelle très localisée, notamment pour les points d’entrée et d’échange des réseaux. Les carrefours (gare routière, grandes gares, pôles d’échange, hubs des compagnies aériennes fonctionnant en hub and spoke) constituent autant de lieux où les fonctions de déplacements à moyenne ou longue distance, les fonctions d’accompagnement du déplacement (service et commerce pour voyageurs) et les fonctions d’animation urbaine et de services plus localisés peuvent faire l’objet de projets impliquant des partenariats complexes et diversifiés.
Les conditions générales de la mobilité ne s’améliorent pas toujours, ou pas pour tous les moyens de transport. Elles peuvent aussi se dégrader lorsqu’une catastrophe touche les réseaux, lorsque les pouvoirs publics n’ont plus les moyens de subventionner des réseaux de transport public, lorsque des évolutions internes du système sont contradictoires (croissance de la congestion lorsque la demande croît plus vite que l’offre par exemple, croissance de l’insécurité), ou quand des politiques visent explicitement à restreindre l’usage de tel ou tel moyen de transport (en général, l’automobile).

### Effets sur la santé
Les circulations sont à l’origine d’accidents souvent meurtriers, et la lutte contre l’insécurité routière ou la violence routière constitue une action constante des pouvoirs publics dans les sociétés très motorisées.

### Effets environnementaux des systèmes de transport
Les systèmes de transport sont en effet à l’origine d’effets négatifs dans différents domaines : les infrastructures, notamment les plus rapides qui sont les plus difficiles à traverser, produisent des effets de coupure, pour la faune en campagne et pour les humains en ville. Elles modifient les paysages soit directement, soit indirectement (pollution visuelle des entrées de ville par la publicité et les enseignes).
Lorsque la demande est supérieure à la capacité, elles sont sujettes à congestion (congestion routière qui ralentit les flux, entassement dans les transports publics, engorgement des aéroports, etc.). Le bitume imperméabilise les chaussées et les rejets du trafic polluent les eaux. Les trafics sont à l’origine de nuisances sonores importantes mais concentrées (aviation, chemin de fer, rues piétonnes avec une forte activité nocturne) ou plus diffuses et touchant un grand nombre de gens (circulation routière).
Les circulations contribuent à la pollution de l’air ambiant soit dans l’espace public, soit dans des espaces dédiés fermés (parcs de stationnement, tunnels, métro). Les effets sur la santé des pollutions d’origine automobile sont à l’origine de travaux épidémiologiques importants.
Transporter des personnes et des biens exige des quantités d’énergie importantes, et le pétrole est le principal vecteur énergétique des transports. Avec la concentration des réserves pétrolières dans quelques pays, situés de plus dans des zones à la géopolitique difficile, cette dépendance au pétrole est un problème en soi, d’autant que beaucoup d’experts annoncent l’arrivée prochaine du pic de production (peak oil) alors même que la soif de pétrole des transports croît, notamment avec la croissance de l’équipement automobile des pays émergents. C’est aussi un problème d’environnement global, car la combustion du pétrole contribue au changement climatique produit par l’effet de serre additionnel.
La question de l'effet de serre est une question vive de ce siècle, dont la solution n’est aujourd’hui pas stabilisée. Enfin, de nombreuses parties du territoire aujourd’hui relèvent de ce qu’on appelle la dépendance au pétrole : on ne peut y vivre « correctement » qu’avec un équipement automobile important, parce que les activités de proximité ont disparu et que les transports publics ne peuvent pas délivrer un service efficace, faute d'une densité d'habitat et d'activité suffisante.

## Mobilité et politique de transports

### Généralités
- Si vous ne connaissez pas le sujet, laissez ce bandeau (vous pouvez alors contacter les auteurs).
- Si vous supprimez le contenu mis en cause (vous pouvez préalablement contacter les auteurs),

argumentez précisément cette suppression dans la page de discussion
(un manque de référence n'est pas un argument ; une recherche réelle de référence doit avoir été effectuée, être formellement documentée).
Les économistes ont cherché à évaluer les coûts de tous ces effets négatifs. Ils parlent d'externalités lorsque ces coûts ne sont pas payés par les usagers des systèmes, et d'internaliser ces effets externes lorsqu'ils imaginent des péages, des redevances ou des taxes pour que l'usager supporte ces coûts.
Ces instruments visent à la fois l'équité (principe pollueur-payeur) et une certaine efficacité (les arbitrages se font en faveur de plus de mobilité quand celle-ci est sous-tarifée). La sensibilité de l'opinion à la pollution est forte sur ces questions.
Dans toutes les grandes régions motorisées du monde, des normes de qualité de l'air et des normes de sécurité sont imposées aux véhicules mis sur le marché, véhicules et carburants font l’objet de fiscalité incitative spécifiques, les codes de la route évoluent vers une prise en compte accrue de la sécurité. À une échelle plus locale, les politiques environnementales privilégient les modes considérés comme « doux » ou « vertueux » (marche, vélo, transport public) et cherchent à refaire de la rue un espace public convivial en décourageant l’usage de la voiture et des deux-roues motorisés.
Elles peuvent chercher à influer directement sur la mobilité (partage de la voirie, subventions aux transports publics, promotion de l’autopartage, contrôle du stationnement, péages, journée sans voiture, etc.), faire partager cette préoccupation à des acteurs intermédiaires (plans de déplacements d’entreprise en France par exemple) ou le faire plus indirectement, en cherchant à promouvoir la densité urbaine ou la « ville cohérente » pour éviter le développement de ces territoires dépendants de l’automobile qu’on appelle la périurbanisation.

### Mobilité en France
Un Français d'aujourd'hui parcourt en moyenne 45 kilomètres par jour, soit 9 fois plus qu'il y a cinquante ans. Une nouvelle tendance se dessine : depuis l'an 2000, une étude internationale montre que le nombre de kilomètres parcouru par Français stagne ou régresse (idem dans les sept autres pays industrialisés de l'étude : États-Unis, Allemagne, Royaume-Uni, Australie, Japon, Canada et Suède). Cela dépend néanmoins des études puisqu'on peut constater des temps et des distances de déplacements toujours plus grande en France. Selon les études portées par le Forum des Vies Mobiles, les déplacements jusqu'alors invisibilisés font augmenter la moyenne des déplacements des français pour atteindre en moyenne à 400 kilomètres et 10h par semaine. Le temps des déplacements est consacré en majorité aux trajets domicile-travail, suivis des loisirs, des activités sociales et enfin des activités vitales. 
La mobilité des personnes résidentes en France est marquée en majorité par l'usage de la voiture individuelle. Cette dernière représente 64,9 % dans les déplacements locaux en 2008, 22 % pour la marche à pied, 8,4 % pour les transports collectifs, seulement 2,7 % pour le vélo et 1,7 % pour les deux roues motorisés.
Afin d'orienter le développement urbain vers de nouvelles formes de mobilités alternatives, l'article L.1214 du code des transports impose aux collectivités locales de définir un plan de déplacements urbains. Ce plan doit établir les priorités d'aménagement qui seront données, en n'incluant pas seulement la voiture, mais également les transports en commun (bus, tramway, métro…) et les modes dits doux, c'est-à-dire la marche à pied ou le vélo.
En Île-de-France, la région édite un plan de déplacements urbains en Île-de-France (PDUIF). En plus de son rôle d'autorité organisatrice des transports franciliens avec Île-de-France mobilités, cela permet à la région de définir les grandes orientations en termes de mobilité que devront suivre les départements, intercommunalités et communes franciliennes dans la définition de leurs documents d'aménagement (plan local d'urbanisme).
En ce qui concerne les déplacements domicile-travail 74 % des actifs en emploi déclarent, en 2017, utiliser leur voiture pour rejoindre leur lieu de travail alors que 16 % prennent les transports en commun et 8 % ont recours aux modes de transport doux (6 % à la marche et 2 % au vélo). Pour les déplacements courts, inférieurs à 5 kilomètres, la voiture représente 60 % des déplacements. Entre 2015 et 2020, le recours à la bicyclette, pour se rendre au travail dans les communes-centres, atteint 6 % début 2020 (+ 2 points par rapport à 2015).

## Tendances
- Si vous ne connaissez pas le sujet, laissez ce bandeau (vous pouvez alors contacter les auteurs).
- Si vous supprimez le contenu mis en cause (vous pouvez préalablement contacter les auteurs),

argumentez précisément cette suppression dans la page de discussion
(un manque de référence n'est pas un argument ; une recherche réelle de référence doit avoir été effectuée, être formellement documentée).
Après avoir longtemps privilégié un mode de déplacement contre les autres - la ville pour les voitures ou la ville sans –, les politiques de déplacement privilégient désormais une diversité de solutions de mobilité ou « cocktail de mobilité » selon l’expression nord-américaine. Cet élargissement de la palette de l’offre de mobilité répond à un double impératif économique et environnemental. Il s’adapte aux territoires mais aussi à de multiples usages et à la diversité des modes de vie, particuliers, éclatés, désynchronisés.  
Cette multi modalité s’appuie sur un puissant changement de paradigme : de simple outil de transport, la mobilité - de plus en plus individualisée, intelligente et interactive - est devenue le mode de vie dominant de notre société. C’est l’attribut principal de l’homo mobilis contemporain qui, sac au dos et smart phone en poche, se trouve au cœur de services mobiles. Dans une même journée, le citadin emprunte les transports en commun, marche à pied, loue ou partage une voiture ou encore enfourche un vélo en libre service.
Cette approche multimodale, véritable patchwork de solutions de mobilité, veut s’appuyer sur les usages et pratiques de mobilité pour faire changer les comportements de mobilité.
Cette mutation conceptuelle, dont le trait marquant est la décorrélation entre la possession d’un objet automobile et le recours à un service de mobilité, ouvre la voie à de nombreuses innovations socio-techniques. La notion de « transports publics individuels » fait ainsi éclater des catégories générales, longtemps tenues pour contraires. De nombreux opérateurs de mobilité, mêlant publics et privés, développent toute une économie servicielle dont l’information est le moteur principal. Elle est le logiciel qui combine voire transmute les nouveaux modes et l’élément clé qui modifie les comportements de mobilité.